# Binärer Kampfstoff
Ein Binärer Kampfstoff (auch Binäre Chemische Waffe, selten Binär-Waffe oder Zweikomponentenkampfstoff) ist eine spezielle Form chemischer Waffen. Hier werden zwei oder mehr im Vergleich zum Endstoff relativ ungefährliche Substanzen voneinander getrennt in einem Einsatzbehälter (wie einem Geschoss oder einer Granate) gelagert. Bei dieser Waffe entsteht der eigentliche Kampfstoff erst während des Flugs des Projektils zum Ziel, meist durch einfaches Vermischen der Komponenten, teilweise unter Zuhilfenahme eines geeigneten Katalysators. Im Gegensatz dazu sind die älteren unitären Kampfstoffe unmittelbar einsatzbereit.
Der Vorteil dieser Art chemischer Waffen ist die relativ gefahrlose Lagerung und Handhabung der Einsatzbehälter, da die verwendeten Chemikalien in der Regel viel weniger giftig sowie besser lagerfähig als die Kampfstoffe selbst sind. Es tritt daher keine Zersetzung der Chemikalien oder Korrosion des Einsatzbehälters auf. Als Einsatz- und Transportbehälter eignen sich insbesondere Artilleriegeschosse und Granaten.

## Geschichte
Erste Forschungen auf dem Gebiet der binären Kampfstoffe wurden in den USA seit 1954 vorgenommen. Nachdem die USA 1969 ein Moratorium für die Entwicklung chemischer Waffen beschlossen hatten, wurde die Entwicklung zunächst beendet. Als der Ostblock ein massives Übergewicht an chemischen Waffen aufgebaut hatte, wurden 1980 die Forschungen wieder aufgenommen und die binären Waffen in den Folgejahren zur Serienreife gebracht.
Ende der 1980er Jahre erkannte das US-Militär, dass die bisherigen, lange gelagerten Chemiewaffen bis spätestens 1990 zum Großteil zersetzt und damit militärisch unbrauchbar sein würden. Präsident Ronald Reagan unterschrieb daher im Jahre 1987 ein Gesetz, um die alten chemischen Kampfstoffe zu zerstören und durch binäre Kampfstoffe zu ersetzen.

## Beispiele
Beispiele binärer Kampfstoffe sind die Nervenkampfstoffe Sarin (GB), Soman (GD), VX und Nowitschok 5 und 7.

### Sarin und Soman

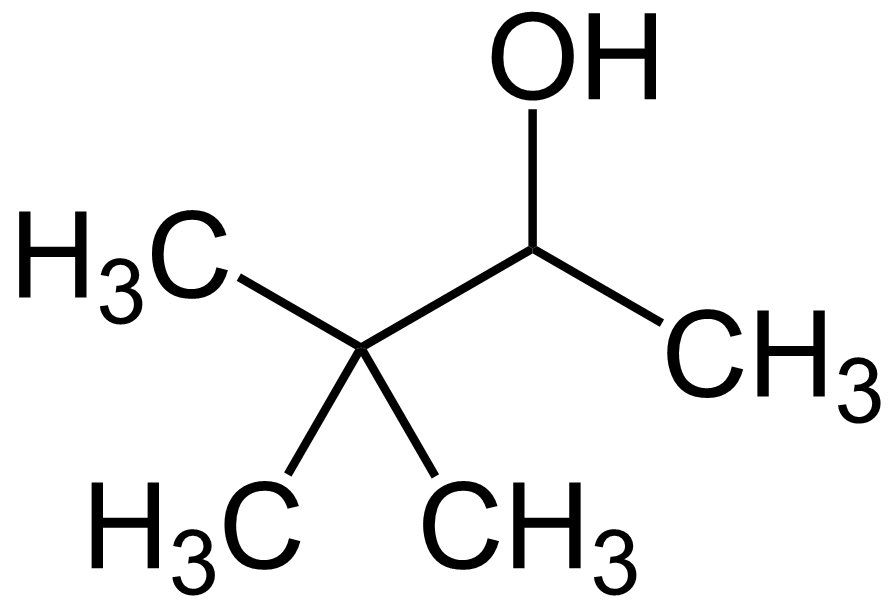
3,3-Dimethyl-2-butanol

Beim Einsatz in Binärkampfstoff-Geschossen reagieren Methylphosphonsäuredifluorid und Isopropanol nach dem Abschuss der Granaten – unter Zuhilfenahme eines Katalysators – zu Sarin; dabei bildet sich nach zehn Sekunden mit 70 %iger Ausbeute das Endprodukt.
Wird statt Isopropanol 3,3-Dimethyl-2-butanol eingesetzt, entsteht statt Sarin das strukturell ähnliche Soman.

### VX
Zum Einsatz von VX als Binärkampfstoff wurden spezielle Bigeye-Bomben entwickelt. In diesen ist ein Zylinder mit festem Schwefel enthalten, der von einem Behälter mit der flüssigen Organophosphorverbindung O-Ethyl-O-2-diisopropylaminoethylmethyl-phosphonit umgeben ist. Beide Komponenten sind getrennt; nach Abwurf der Bombe wird die Trennung gebrochen und ein Rührmotor durchmischt die beiden Bestandteile, die zu VX reagieren. Nach fünf Sekunden ist die Reaktion beendet.